# Gare de Parthenay
Gare de Parthenay – stacja kolejowa w Parthenay, w departamencie Deux-Sèvres, w regionie Nowa Akwitania, we Francji. Jest zarządzana przez SNCF (budynek dworca) i przez RFF (infrastruktura). 
Stacja była obsługiwana przez pociągi TER Poitou-Charentes.
Zamknięcie stacji miało miejsc w 1981 roku na rzecz autobusów, które okazały się bardziej ekonomiczne.